# Dimorphocalyx murinus
Dimorphocalyx murinus là một loài thực vật có hoa trong họ Đại kích. Loài này được Elmer mô tả khoa học đầu tiên năm 1911.